# Andreas Stoch

Andreas Stoch (2023)

Andreas Stoch (* 10. Oktober 1969 in Heidenheim an der Brenz) ist ein deutscher Rechtsanwalt und Politiker (SPD). Seit dem 1. April 2009 ist er Mitglied des Landtags von Baden-Württemberg. Im Kabinett Kretschmann I war er von Januar 2013 bis Mai 2016 baden-württembergischer Kultusminister. Seit Mai 2016 ist er Vorsitzender der SPD-Landtagsfraktion und ist in dieser Eigenschaft auch Oppositionsführer im Landtag. Zudem ist er seit November 2018 Landesvorsitzender der SPD Baden-Württemberg.

## Ausbildung und Beruf
Stoch besuchte das Margarete-Steiff-Gymnasium in Giengen an der Brenz. Nach dem Abitur 1989 studierte er von 1990 bis 1995 Rechtswissenschaft an den Universitäten in Tübingen und Heidelberg. Stoch erhielt ein Stipendium der Friedrich-Ebert-Stiftung. Er war als Referendar am Landgericht Ellwangen und besuchte dabei unter anderem die Verwaltungshochschule Speyer. Stoch legte 1997 seine zweite juristische Staatsprüfung ab und war von 1998 an als selbstständiger Rechtsanwalt mit Schwerpunkt Zivil- und Wirtschaftsrecht in Heidenheim tätig. Seine Anwaltszulassung ruht seit dem 23. Januar 2013.

## Politische Tätigkeit
Stoch war von 1987 bis 1991 Juso-Kreisvorsitzender. Im Jahr 1990 trat er in die SPD ein. Er wurde Vorstandsmitglied im SPD-Ortsverein Heidenheim. Seit 2001 ist er Vorsitzender des Heidenheimer Kreisverbands der SPD. Stoch war Mitglied des Kreistags des Landkreises Heidenheim. Am 1. April 2009 wurde Stoch während der 14. Wahlperiode Abgeordneter des baden-württembergischen Landtags. Er rückte für den ausscheidenden Abgeordneten Wolfgang Staiger nach, der bei der Landtagswahl 2006 ein Zweitmandat für die SPD im Wahlkreis Heidenheim errang. Stoch war dann im Landtag als Sprecher der SPD-Landtagsfraktion für Datenschutz und Medienpolitik tätig.
Bei der Landtagswahl 2011 gewann er im Wahlkreis Heidenheim mit 29,8 % der Stimmen ein Zweitmandat und schaffte so den Wiedereinzug in den Landtag. In dieser Legislaturperiode war Stoch bis Januar 2013 Parlamentarischer Geschäftsführer und Rechts- und Medienpolitischer Sprecher der SPD-Fraktion. Ferner trat er als Mitglied im Untersuchungsausschuss EnBW-Deal sowie zum Stuttgart-21-Polizeieinsatz am sogenannten „Schwarzen Freitag“ in Erscheinung.
Nach dem Rücktritt von Gabriele Warminski-Leitheußer am 7. Januar 2013 wurde Stoch zum neuen Kultusminister im Kabinett Kretschmann I designiert; die Vereidigung erfolgte am 23. Januar 2013.
Nachdem die SPD bei der Landtagswahl 2016 hohe Verluste erlitten und die grün-rote Koalition ihre Mehrheit verloren hatte, bildete Ministerpräsident Kretschmann eine grün-schwarze Landesregierung. Stoch schied – wie auch die anderen SPD-Minister – aus der Landesregierung aus und wurde daraufhin im Landtag zum Fraktionsvorsitzenden der Sozialdemokraten gewählt. Das Ergebnis der Landtagswahl 2016 verschlechterte sich auf 19,4 % und Stoch gewann erneut ein Zweitmandat für die SPD im Wahlkreis Heidenheim.
Durch die von Juli bis Oktober 2016 erfolgte Spaltung der AfD-Fraktion rückte die SPD vom Platz der viertstärksten Fraktion auf den der drittstärksten Fraktion nach Bündnis 90/Die Grünen und CDU auf. Somit übernahm Stoch während dieser Zeit vom bisherigen AfD-Fraktionschef Jörg Meuthen die Rolle des Oppositionsführers. Seit November 2019 ist die SPD erneut drittstärkste Fraktion im Landtag und Stoch somit wieder Oppositionsführer.
Auf dem SPD-Landesparteitag in Sindelfingen wurde Stoch am 24. November 2018 zum neuen Landesvorsitzenden gewählt. Er erhielt 159 Delegiertenstimmen, 151 Stimmen entfielen auf Lars Castellucci. Die bisherige Landesvorsitzende Leni Breymaier hatte nicht mehr kandidiert, nachdem sie im vorangegangenen Mitgliederentscheid, durch den über den Landesvorsitzenden entschieden werden sollte, nur um wenige Stimmen vor Castellucci gelegen war; bei diesem Mitgliederentscheid war Stoch noch nicht angetreten. Stoch übernahm von Breymaier auch satzungsgemäß den Vorsitz des Kuratoriums der Carlo-Schmid-Stiftung.
Im Jahr 2018 initiierte Andreas Stoch ein letztlich gescheitertes Volksbegehren für kostenfreie Kitas. Seit diesem Zeitpunkt setzt er sich für eine kostenfreie Bildung von der Kita bis zum Master und Meister ein. Das Volksbegehren scheitere aus formalen Gründen.
2019 wurde Stoch in den SPD-Bundesparteivorstand gewählt. Im Dezember 2023 erfolgte die erneute Wahl in den Bundesvorstand der SPD auf dem Bundesparteitag 2023 in Berlin. Auf dem Bundesparteitag der SPD am 28. Juni 2025 in Berlin wurde Stoch erneut in den Bundesvorstand gewählt. Am 7. Juli 2025 wurde er dann in das Präsidium der SPD gewählt.
Stoch war der Spitzenkandidat der Südwest-SPD bei der Landtagswahl in Baden-Württemberg 2021. Die SPD erzielte mit 11,0 % ihr schlechtestes Wahlergebnis seit Bestehen des Bundeslandes. Stoch zog erneut über ein Zweitmandat im Wahlkreis Heidenheim in den Landtag ein und wurde von seiner Fraktion einstimmig als Fraktionsvorsitzender bestätigt.
Im Januar 2024 gründete er auf Landesebene das „Bündnis für Demokratie und Menschenrechte“. Das Bündnis vereint alle demokratischen Parteien sowie zahlreiche zivilgesellschaftliche Akteure, Kirchen, Arbeitgeber- und Arbeitnehmerverbände mit dem Ziel, die Werte von Demokratie und Menschenrechten zu fördern und zu schützen.
Auf dem SPD-Landesparteitag am 16. November 2024 in Offenburg wurde Stoch für weitere zwei Jahre im Amt als Landesvorsitzender der Baden-Württembergischen SPD bestätigt. Er erhielt 93,9 Prozent der Delegiertenstimmen. Bei der Landtagswahl 2026 kandidiert Stoch erneut als Spitzenkandidat der SPD.

## Familie und Privates
Stoch ist evangelisch, seit 1999 verheiratet mit einer Sonderschullehrerin und Vater von vier Kindern. Er engagiert sich in mehreren Vereinen ehrenamtlich. Unter anderem ist Stoch Mitglied des Kuratoriums der Kinderturnstiftung Baden-Württemberg sowie Mitglied des Beirats Baden-Württemberg der Stiftung Haus der kleinen Forscher.